# Rhené Jaque
Rhené Jaque (eigentl.: Marguerite (Marie Alice) Cartier, * 4. Februar 1918 in Beauharnois; † 31. Juli 2006 in Montreal) war eine kanadische Komponistin und Musikpädagogin.

## Leben und Wirken
Rhené Jaque war als Schwester Jacques-René seit 1938 Mitglied des Ordens der Sisters of the Holy Names of Jesus and Mary und studierte zu dieser Zeit auch an der École de musique Vincent-d’Indy bei Claude Champagne, François Morel, Jean Vallerand und Marvin Duchow Theorie und Komposition sowie Violine bei Louis Bailly und Camille Couture.
Seit 1943 unterrichtete sie Violine, Cello und Musiktheorie an der École Vincent d’Indy. 1972 nahm sie bei der Académie Internationale in Nizza Kurse bei Tony Aubin. Sie komponierte für den Unterrichtsgebrauch zahlreiche atonale Stücke für Violine und für Klavier, daneben auch Lieder, Werke für kammermusikalische Besetzung und eine Sinfonie.
Pianisten wie Rachel Cavalho, Antonín Kubálek, Allen Reiser und Elaine Keillor spielten Aufnahmen ihrer Klavierwerke ein.

## Werke
- Klaviersuite 1, 1961
- Rustic Dance/Fête champêtre für Klavier, 1962
- Deux Inventions à deux voix, 1963
- Klaviersuite 2, 1964
- Suite für Streicher, 1967
- Étude et fantaisie für Klavier, 1974
- Symphony für großes Orchester, 1975
- Contrastes für Orgel, 1986
- Toccata sur touches blanches, 1999